# Буйтепос
Буйтепосі (афр. outpost) — невелике поселення в регіоні Омахеке на сході Намібії. Розташоване на національній дорозі B6, яка є частиною Транскалахаріського шосе, і є прикордонним пунктом між Намібією та Ботсваною. Пропонована Транс-Калахарська залізниця також може проходити через це місце.